# Paul Grawitz
Paul Albert Grawitz (ur. 1 października 1850 w Zerrin, zm. 27 czerwca 1932 w Greifswaldzie) – niemiecki lekarz patolog. 
Studiował medycynę na Uniwersytecie Fryderyka Wilhelma w Berlinie, jeszcze podczas studiów został asystentem Rudolfa Virchowa i był nim do 1886 roku. Otrzymał doktorat w Berlinie w 1873, habilitował się w 1874. Grawitz był teściem Ottona Bussego.
W latach 1886–1921 wykładał na Uniwersytecie w Greifswaldzie i kierował tamtejszym Instytutem Patologicznym. Historycznie, rak nerkowokomórkowy określany jest jako guz Grawitza.

## Wybrane prace
- Die Medizin der Gegenwart in Selbstdarstellungen, 1923
- Die Lösung der Keratitisfrage unter Anwendung der Plasmakultur. Halle: Niemeyer, 1919
- Anleitung zum Selbstudium der pathologischen Anatomie. Greifswald: Adler, 1919
- Abbau und Entzündung des Herzklappengewebes. Berlin: Schoetz, 1914
- Auswanderung der Cohnheimischen Entzündungsspieße aus der Cornea. Greifswald: Adler, 1914
- Erklärung der Photogramme über zellige Umwandlung von fibroelastischem Gewebe im Museum des Greifswalder pathologischen Instituts. Greifswald: Adler, 1914-16
- Über Zellenbildung in Cornea und Herzklappen. Greifswald: Hans Adler, 1913